# ذرحان (عمران)
ذرحان هي إحدى قرى الجمهورية اليمنية. تتبع جغرافيا لمحافظة عمران وإداريًا لمديرية جبل عيال يزيد. يبلغ تعداد سكانها 1425 نسمة حسب الإحصاء الذي أجري عام 2004.